# 思齊·達·羅恰
思齊·達·羅恰（葡萄牙語：Sérgio da Rocha；1959年10月21日—）是巴西籍天主教司鐸級樞機、現任巴西主教團主席暨巴伊亞的聖薩爾瓦多總教區總主教。

## 生平
思齊·達·羅恰于1959年10月21日在巴西聖保羅州的市鎮多布拉達出生。他小學畢業後進入聖卡洛斯神學院和坎皮納斯神學研究院學習神學。其後，他在羅馬學院獲得道德神學博士學位。他於1984年12月14日在聖卡洛斯教區晉鐸。
他於2001年6月13日晉牧，並獲教宗若望保祿二世任命為福塔萊薩總教區輔理主教，領阿爾巴領銜教區主教銜。2008年9月3日，他獲委任為特雷西納總教區總主教。由於若望·布拉茲·德阿維斯出任聖座修會部部長，羅恰於2011年6月15日接任巴西利亞總教區正權總主教和巴西主教團主席。
教宗方濟各於2016年10月9日的《三鐘經》活動中宣布於同年11月19日將他擢升為樞機。方濟各於2017年11月18日任命達·羅恰為2018年世界主教會議大會總發言人。
他於2020年3月11日接替穆里洛·施巴士坦·拉莫斯-克列熱爾而出任巴伊亞的聖薩爾瓦多總教區總主教，並卸任巴西利亞總教區總主教一職。

## 牧徽

思齊·達·羅恰樞機牧徽